# Tour of Chongming Island 2019
Il Tour of Chongming Island 2019, tredicesima edizione della corsa e valevole come decima prova dell'UCI Women's World Tour 2019 categoria 1.WWT, si svolse dal 9 all'11 maggio 2019 su un percorso di 347,7 km, con partenza e arrivo a Chongming Xingcheng Park, in Cina. La vittoria fu appannaggio dell'olandese Lorena Wiebes, la quale completò il percorso in 8h26'14", alla media di 41,210 km/h, precedendo la thailandese Jutatip Maneephan e la belga Lotte Kopecky.
Sul traguardo di Chongming Xingcheng Park 90 cicliste, su 99 partite dalla medesima località, portarono a termine la competizione. 

## Tappe
| Tappa  | Data      | Percorso                                            | km    | Vincitore di tappa | Leader cl. generale |
| ------ | --------- | --------------------------------------------------- | ----- | ------------------ | ------------------- |
| 1ª     | 9 maggio  | Chongming Xingcheng Park > Chongming Xingcheng Park | 102,7 | Lorena Wiebes      | Lorena Wiebes       |
| 2ª     | 10 maggio | Chongming Xingcheng Park > Chongming Xingcheng Park | 126,6 | Lorena Wiebes      | Lorena Wiebes       |
| 3ª     | 11 maggio | Chongming Xingcheng Park > Chongming Xingcheng Park | 118,4 | Lorena Wiebes      | Lorena Wiebes       |
| Totale | Totale    | Totale                                              | 347,7 |                    |                     |

## Squadre e corridori partecipanti
| N.    | Cod. | Squadra                         |
| ----- | ---- | ------------------------------- |
| 1-6   | MTS  | Mitchelton-Scott                |
| 11-15 | WNT  | WNT-Rotor Pro Cycling Team      |
| 21-26 | TIB  | Team Tibco-SVB                  |
| 31-34 | CGS  | Cogeas-Mettler Pro Cycling Team |
| 41-46 | BTC  | BTC City Ljubljana              |
| 51-55 | PKV  | Parkhotel Valkenburg            |
| 61-66 | LSL  | Lotto-Soudal Ladies             |
| 71-78 | MAT  | Massi-Tactic Women Team         |
| 81-86 | DVE  | Doltcini-Van Eyck-Sport         |

| N.      | Cod. | Squadra                       |
| ------- | ---- | ----------------------------- |
| 91-95   | MCC  | Minsk Cycling Club            |
| 101-106 | HPU  | Hitec Products-Birk Sport     |
| 111-116 | SER  | Servetto-Piumate-Beltrami TSA |
| 121-126 | TWC  | Thailand Women's Cycling Team |
| 131-136 | GBC  | China Liv Pro Cycling         |
| 142-146 | LCW  | Lviv Cycling Team Women       |
| 151-155 | ILU  | Team Illuminate               |
| 161-166 | CHN  | Selezione Cina                |
| 171-176 | HKG  | Selezione Hong Kong Cina      |

## Dettagli delle tappe

### 1ª tappa
- 9 maggio: Chongming Xingcheng Park > Chongming Xingcheng Park – 102,7 km

Risultati
| Pos. | Corridore     | Squadra   | Tempo    |
| ---- | ------------- | --------- | -------- |
| 1    | Lorena Wiebes | Parkhotel | 2h29'29" |
| 2    | Lotte Kopecky | Lotto     | s.t.     |
| 3    | Nina Kessler  | Tibco-SVB | s.t.     |

| Pos. | Corridore     | Squadra   | Tempo    |
| ---- | ------------- | --------- | -------- |
| 1    | Lorena Wiebes | Parkhotel | 2h29'14" |
| 2    | Lotte Kopecky | Lotto     | a 7"     |
| 3    | Nina Kessler  | Tibco-SVB | a 11"    |

### 2ª tappa
- 10 maggio: Chongming Xingcheng Park > Chongming Xingcheng Park – 126,6 km

Risultati
| Pos. | Corridore         | Squadra   | Tempo    |
| ---- | ----------------- | --------- | -------- |
| 1    | Lorena Wiebes     | Parkhotel | 3h05'25" |
| 2    | Jutatip Maneephan | Thailand  | s.t.     |
| 3    | Lucy van der Haar | Hitec     | s.t.     |

| Pos. | Corridore         | Squadra   | Tempo    |
| ---- | ----------------- | --------- | -------- |
| 1    | Lorena Wiebes     | Parkhotel | 5h34'25" |
| 2    | Jutatip Maneephan | Thailand  | a 17"    |
| 3    | Lotte Kopecky     | Lotto     | a 20"    |

### 3ª tappa
- 11 maggio: Chongming Xingcheng Park > Chongming Xingcheng Park – 118,4 km

Risultati
| Pos. | Corridore         | Squadra   | Tempo    |
| ---- | ----------------- | --------- | -------- |
| 1    | Lorena Wiebes     | Parkhotel | 2h52'01" |
| 2    | Jutatip Maneephan | Thailand  | s.t.     |
| 3    | Lotte Kopecky     | Lotto     | s.t.     |

| Pos. | Corridore         | Squadra   | Tempo    |
| ---- | ----------------- | --------- | -------- |
| 1    | Lorena Wiebes     | Parkhotel | 8h26'14" |
| 2    | Jutatip Maneephan | Thailand  | a 22"    |
| 3    | Lotte Kopecky     | Lotto     | a 27"    |

## Evoluzione delle classifiche
| Tappa              | Vincitore          | Classifica generale Maglia gialla | Classifica a punti Maglia verde | Classifica scalatrici Maglia rossa | Classifica giovani Maglia bianca |
| ------------------ | ------------------ | --------------------------------- | ------------------------------- | ---------------------------------- | -------------------------------- |
| 1ª                 | Lorena Wiebes      | Lorena Wiebes                     | Lorena Wiebes                   | Nina Kessler                       | Lorena Wiebes                    |
| 2ª                 | Lorena Wiebes      | Lorena Wiebes                     | Lorena Wiebes                   | Nina Kessler                       | Lorena Wiebes                    |
| 3ª                 | Lorena Wiebes      | Lorena Wiebes                     | Lorena Wiebes                   | Nina Kessler                       | Lorena Wiebes                    |
| Classifiche finali | Classifiche finali | Lorena Wiebes                     | Lorena Wiebes                   | Nina Kessler                       | Lorena Wiebes                    |

## Classifiche finali

### Classifica generale - Maglia gialla
| Pos. | Corridore          | Squadra      | Tempo    |
| ---- | ------------------ | ------------ | -------- |
| 1    | Lorena Wiebes      | Parkhotel    | 8h26'14" |
| 2    | Jutatip Maneephan  | Thailand     | a 22"    |
| 3    | Lotte Kopecky      | Lotto        | a 27"    |
| 4    | Nina Kessler       | Tibco-SVB    | a 35"    |
| 5    | Lucy van der Haar  | Hitec        | a 37"    |
| 6    | Marta Tagliaferro  | Hitec        | s.t.     |
| 7    | Tatsiana Sharakova | Minsk        | a 38"    |
| 8    | Maaike Boogaard    | BTC          | s.t.     |
| 9    | Valeriya Konokenko | Lviv Cycling | a 39"    |
| 10   | Pascale Jeuland    | Doltcini     | a 41"    |

### Classifica a punti - Maglia verde
| Pos. | Corridore         | Squadra   | Punti |
| ---- | ----------------- | --------- | ----- |
| 1    | Lorena Wiebes     | Parkhotel | 59    |
| 2    | Jutatip Maneephan | Thailand  | 34    |
| 3    | Lotte Kopecky     | Lotto     | 31    |
| 4    | Lucy van der Haar | Hitec     | 24    |
| 5    | Nina Kessler      | Tibco-SVB | 23    |

### Classifica scalatrici - Maglia a pois
| Pos. | Corridore     | Squadra   | Punti |
| ---- | ------------- | --------- | ----- |
| 1    | Nina Kessler  | Tibco-SVB | 2     |
| 2    | Hanna Tserakh | Minsk     | 1     |

### Classifica giovani - Maglia bianca
| Pos. | Corridore          | Squadra   | Tempo    |
| ---- | ------------------ | --------- | -------- |
| 1    | Lorena Wiebes      | Parkhotel | 8h26'14" |
| 2    | Maaike Boogaard    | BTC       | a 38"    |
| 3    | Lonneke Uneken     | Hitec     | a 41"    |
| 4    | Lea Lin Teutenberg | WNT-Rotor | s.t.     |
| 5    | Victoire Berteau   | Doltcini  | s.t.     |